# Štefan Olekšák
Štefan Olekšák (16. ledna 1940, Ždiar - 1. prosince 1996, Praha) byl československý lyžař, sdruženář. Závodil za Duklu Liberec.

## Lyžařská kariéra
Na IX. ZOH v Innsbrucku 1964 v severské kombinaci skončil na 13. místě. Na Mistrovství světa v klasickém lyžování 1962 v Zakopanem skončil na 12. místě v roce 1966 v Oslo skončil na 29. místě.